# Lüleburgaz
Lüleburgaz (em trácio: Bergula; em búlgaro: Люлебургас ou, popularmente, Беркулен; em grego: Αρκαδιούπολις ou Αρκαδιούπολη; romaniz.: Arkadioúpolis ou Arkadioúpole),  é um distrito (em turco:  ilçeler) da província de Kırklareli que faz parte da região de Mármara da Turquia. O distrito tem 1 018 km² de superfície e em 2011 a sua população era de 136 783 habitantes, dos quais 103 723 residiam na cidade.
A cidade é conhecida pela sua mesquita e ponte do século XVI que têm o nome do grão-vizir Sokollu Mehmet Paxá e que foram desenhadas pelo arquiteto imperial Mimar Sinan. Lüleburgaz é a sé titular da arquidiocese católica romana de "Arcadiópolis da Europa".[carece de fontes?]

## História
O nome original da cidade era Bérgula, tendo sido mudado para Arcadiópolis pelo imperador romano Teodósio I (r. 378–395) em honra do seu filho e sucessor Arcádio (r. 395–408). Arcadiópolis foi o último refúgio do rebelde bizantino Tomás, o Eslavo, que ali resistiu a um cerco de cinco meses em 823 levado a cabo pelas tropas do seu rival, o imperador Miguel II, o Amoriano, após o fracasso do seu cerco a Constantinopla. Tomás acabou humilhado e executado por Miguel II.
A cidade assistiu a pelo menos mais três batalhas célebres ao longo da sua história. A  Batalha de Arcadiópolis em março de 970, na qual os bizantinos derrotaram uma força invasora de russos de Quieve, Pechenegues e Magiares que pretendiam conquistar Constantinopla. Em 1194, os bizantinos foram derrotados pelo Império Búlgaro noutra batalha com o mesmo nome. Em 1912, durante a Primeira Guerra Balcânica, ocorreu a Batalha de Lule Burgas, que se saldou numa vitória do Reino da Bulgária sobre o Império Otomano.[carece de fontes?]